# Verein für Bewegungsspiele Friedrichshafen 2015-2016
Questa voce raccoglie le informazioni riguardanti il Verein für Bewegungsspiele Friedrichshafen nelle competizioni ufficiali della stagione 2015-2016.

## Organigramma societario
Area direttiva
- Presidente: Sebastian Schmidt

Area tecnica
- Allenatore: Stelian Moculescu
- Allenatore in seconda: Bogdan Tanase
- Scout man: Bogdan Tanase

Area sanitaria
- Medico: Johann Kees
- Fisioterapista: Martin Goos, Oliver Klenk, Achim Schüler

## Rosa
| N° | Nome               | Ruolo | Data di nascita   | Nazionalità sportiva |
| -- | ------------------ | ----- | ----------------- | -------------------- |
| 1  | Julian Zenger      | L     | 26 agosto 1997    | Germania             |
| 2  | Maximiliano Gauna  | C     | 29 aprile 1989    | Argentina            |
| 3  | Thilo Späth        | L     | 28 giugno 1987    | Germania             |
| 4  | Luis Joventino     | S     | 25 settembre 1989 | Brasile              |
| 5  | Aleksej Nalobin    | C     | 3 ottobre 1989    | Russia               |
| 6  | Michal Finger      | S/O   | 2 settembre 1993  | Rep. Ceca            |
| 8  | Björn Andrae       | S     | 14 maggio 1981    | Germania             |
| 9  | Marc Honoré        | C     | 12 giugno 1984    | Trinidad e Tobago    |
| 10 | Simon Tischer      | P     | 24 aprile 1982    | Germania             |
| 11 | Luke Perry         | L     | 20 novembre 1995  | Australia            |
| 12 | Jakob Günthör      | C     | 21 settembre 1995 | Germania             |
| 13 | Adrian Gontariu    | S/O   | 14 maggio 1984    | Romania              |
| 14 | Baptiste Geiler    | S     | 12 marzo 1987     | Francia              |
| 15 | Adrian Aciobăniţei | S/O   | 24 agosto 1997    | Romania              |
| 17 | Tomáš Kocian       | P     | 27 marzo 1988     | Slovacchia           |